# شهرستان ترسکی (کاباردینو-بالکاریا)
شهرستان ترسکی (به لاتین: Tersky District) یک شهرستان در روسیه است که در کاباردینو-بالکاریا واقع شده‌است.